# Tomás de Iriarte
Tomás de Iriarte y Oropesa (Puerto de la Orotava, 18 settembre 1750 – Madrid, 17 settembre 1791) è stato un poeta, drammaturgo e traduttore spagnolo, noto come autore di favole in versi.

## Biografia
Nato in una famiglia aristocratica, molti membri della quale si erano distinti in passato come letterati e umanisti, all'età di quattordici anni fu accolto a Madrid dallo zio Juan de Iriarte, bibliotecario di Ferdinando VI di Spagna. Sotto la guida dello zio il giovane Tomás, che conosceva già la lingua latina e la greca, approfondirà la conoscenza della letteratura spagnola, della francese e di quella italiana. Illuminista nella sua Weltanschauung e neoclassico nella sua espressione artistica, Tomás de Iriarte divenne il tipico poeta aristocratico del XVIII secolo, elegante, colto e cosmopolita.
A Madrid ebbe una vita letteraria e sociale intensa. Fece parte del celebre Tertulia de la Fonda de San Sebastián con Leandro Fernández de Moratín e soprattutto José Cadalso, con cui ebbe a lungo degli scambi epistolari. Partecipò a numerose polemiche letterarie, in contrasto con Ramón de la Cruz, Juan Meléndez Valdés e Juan Pablo Corner.
Nel 1771 succedette allo zio, deceduto quell'anno, nella sua funzione di archivista del Supremo consiglio della guerra. Nel triennio successivo Tomás, oltre ai doveri legati al suo impiego di responsabile della Biblioteca, compose numerosi drammi e piccole composizioni, la maggior parte delle quali in versi, a cui si dedicava per piacere personale, traducendo spesso in altre lingue le composizioni di cui era autore. Inoltre in questo periodo fu anche il curatore delle opere poetiche dello zio Juan de Iriarte, pubblicate in due volumi, traducendone gli epigrammi dal latino al castigliano; curò inoltre tre edizioni della Grammatica latina composta dallo zio.
Tomás di Iriarte iniziò la carriera letteraria come traduttore di opere teatrali francese. Tradusse inoltre, l'Ars poetica di Orazio: traduzione famosa ma discussa. Scrisse inoltre numerose commedie fra cui Hacer que hacemos, una commedia di carattere, sotto lo pseudonimo di Tirso di Imareta. Nel 1773 pubblicò il poema satirico I letterati in quaresima.
Non trascurabile fu l'attività di musicista. Iriarte infatti suonava il violino e la viola e componeva delle partiture musicali. In Guzmán el Bueno (1791) mette in scena un monologo drammatico con accompagnamento orchestrale.
La fama di Iriarte è legata attualmente al successo ottenuto dal poema didascalico La musica (1779), tradotto fra l'altro in varie lingue, e dalle Favole letterarie (Fábulas literarias) del 1782. Queste ultime sono 76 apologhi in versi messi al servizio dei principi estetici neoclassici. In realtà spesso queste favole costituiscono un modo per attaccare gli avversari letterari di Iriarte, per es. Félix María Samaniego.

## Opere
- Tommaso Iriarte, La Musica, traduzione di Antonio Garzia; Venezia: Stamperia di Antonio Curti, 1789
- Tomaso de Yriarte, Le favole letterarie d'Yriarte, tradotte da Filippo Irenico. Con un supplemento, Firenze: G. Piatti, 1814
- Tomaso de Yriarte, Favole letterarie di D. Tomaso de Yriarte recate dallo spagnuolo in versi italiani, Torino: dalla stamperia degli eredi Botta, 1824
- Tomás de Iriarte, Favole letterarie di don Tommaso Yriarte tradotte dallo spagnuolo per l'abate Antonio Bianchi, Brescia: per Nicolò Bettoni, 1828
- Tommaso de Yriarte, Favole letterarie, tradotte dallo spagnuolo in rime italiane da Giuseppe Adorni, Parma: co' tipi Bodoniani, 1834
- Tommaso Yriarte, Le favole, libera traduzione in versi italiani, Prato: Tip. Guasti, 1850
- Tomás de Iriarte, La Musica, trad.: Giuseppe Carlo De_Ghisi, Firenze: a spese del traduttore, 1868 (Firenze: Tipografia Barbèra)
- Tomás de Iriarte e Félix María Samaniego, Fabulas morales y literarias, con introduzione e note di Modesto Amato, Milano etc.: Società editrice Dante Alighieri, 1930
- Tomás de Iriarte, El mal hombre, a cura di Patrizia Garelli, Abano Terme: Piovan, 1988